# Nátrubek (hudba)

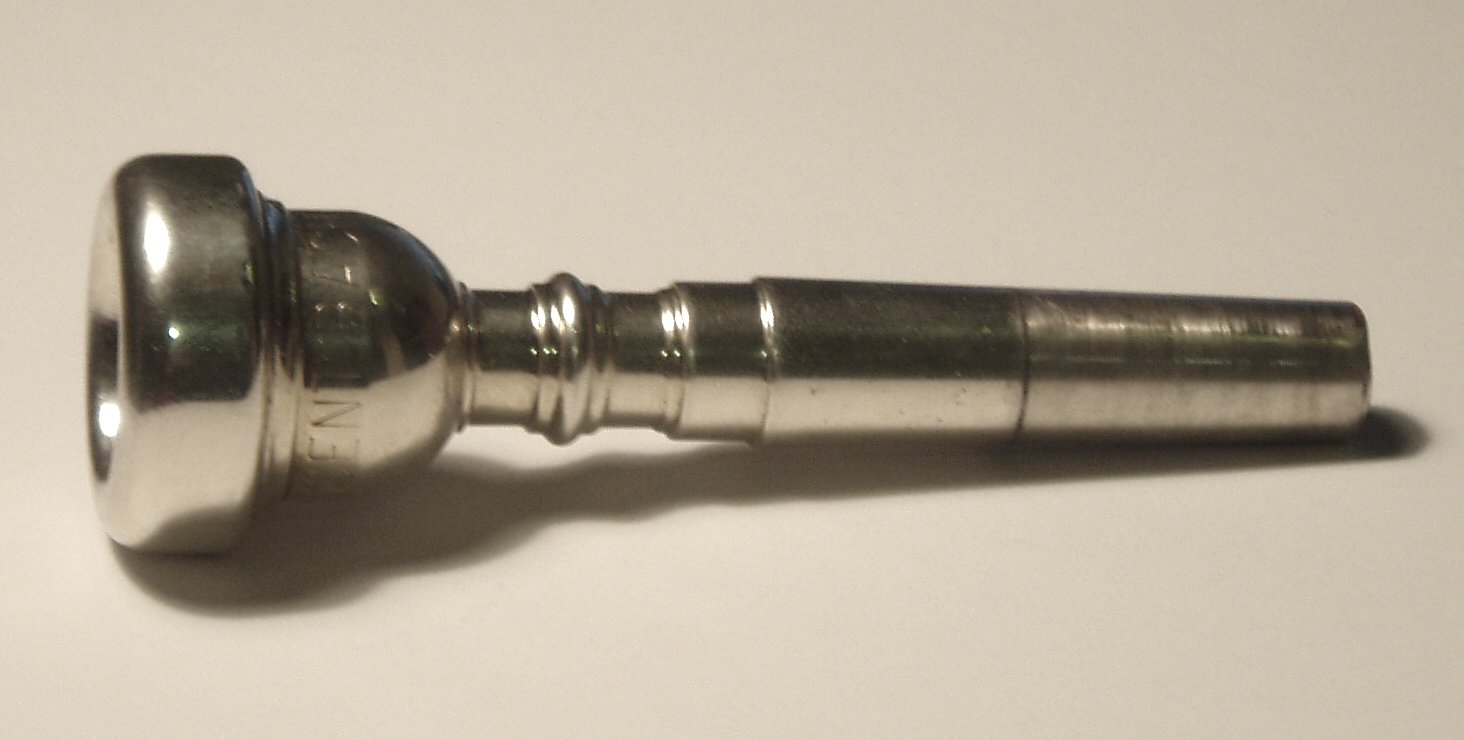
Nátrubek trumpety

Nátrubek nebo také náustek je kovový nástavec žesťových hudebních nástrojů. Hráč vytváří tóny chvěním svých rtů a současně foukáním do nátrubku. Čím jsou rty napjatější, tedy čím větší je tlak vzduchu překonávajícího úzkou škvíru mezi sevřenými rty, tím vyšší tón zazní. Ke hraní nejvyšších tónů je třeba dobré techniky nátisku. Naopak tóny pod standardním rozsahem nástroje, tzv. „pedálové“, vyžadují téměř otevřená ústa.
Nátrubek může mít různé velikosti a tvary, např. „kotlíkové“ nátrubky (trubka, pozoun, tuba) či nátrubek „nálevkový“ (zejména lesní roh). Obecně čím níže znějící nástroj, tím větší nátrubek. Žesťové nástroje jsou definovány právě tím, že mají nátrubek, takže kupř. alpský roh mezi ně patří také, ač je ze dřeva.